# Крёдсхерад
Крёдсхерад (норв. Krødsherad) — коммуна в губернии Бускеруд в Норвегии. Административный центр коммуны — город Нуресунн. Официальный язык коммуны — нейтральный. Население коммуны на 2007 год составляло 2098 чел. Площадь коммуны Крёдсхерад — 374,62 км², код-идентификатор — 0622.

## География
Крупнейшим озером коммуны является Крёдерен.

## История населения коммуны
Население коммуны за последние 60 лет.

Статистика коммуны Крёдсхерад